# Ivan Matušík

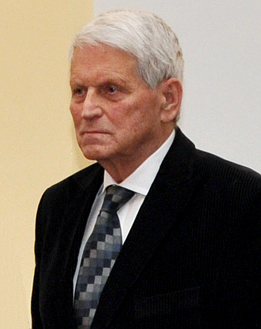
Ivan Matušík (2012)

Ivan Matušík (* 12. Juli 1930 in Bratislava, Tschechoslowakei; † am oder vor dem 21. Februar 2022) war ein tschechoslowakischer bzw. slowakischer Architekt, Projektant und Urbanist. Er gehörte zu den Vertretern des Funktionalismus in der Slowakei. Seine Arbeit basierte auf den Traditionen des Funktionalismus in der Slowakei, aber er verfolgte auch die Entwicklung der europäischen und Weltarchitektur. 1969 erhielt er für das Kaufhaus Prior in Bratislava die höchste berufliche Auszeichnung, den Dušan Jurkovič Preis. 1995 verlieh ihm der slowakische Architektenverband den Emil Belluš Preis für sein Lebenswerk.

## Leben
In den Jahren 1949 bis 1953 studierte er an der Fakultät für Architektur der Slowakischen Technischen Universität (STU) in Bratislava.
Seit dem Jahr 1954 war er im Atelier von Ján Svetlík in Bratislava tätig. Im Jahre 1955 arbeitete er als Projektant im Militärischem Projektinstitut (Vojenského Projektového Ústavu – VPÚ) in Bratislava. Im selben Jahr heiratete er seine Berufskollegin Gabriela Churová. 1957 begann das slowakische Komitee für den Bau von Bratislava mit der Veröffentlichung der Zeitschrift „Projekt“ und Ivan Matušík wurde Mitglied in der Redaktion. Von 1958 bis 1961 arbeitete er als Chefdesigner bei Stavoprojekt in Bratislava. In den Jahren 1961 bis 1967 wurde er Hauptdesigner des staatlichen Projektinstituts für Handel Brno (ŠPÚO) – Studio Bratislava, schließlich war er von 1968 bis 1989 (basierend auf der Laurinská-Straße) dessen Direktor.
In den Jahren 1976 bis 1980 arbeitete er als externer Lehrer bei FA SVŠT in Bratislava. Ab 1994 war er autorisierter Architekt der Slowakischen Architektenkammer (SKA).

## Werke
- 1961: Hallenbad Lafranconi, Bratislava
- 1964: Einkaufszentrum Slimák, Bratislava
- 1964: Atelier des Staatlichen Projektinstituts für Handel OZ Bratislava in der Leningradská Straße, Bratislava.
- 1965: Einkaufszentrum, Martin
- 1967: Kaufhaus Prior, Nitra (zusammen mit Pavol Lichard)
- 1974: Kaufhaus Prior, Žilina
- 1974: Kaufhaus Prior, Levice
- 1975: Rehabilitationsinstitut Baník,  Bojnice
- 1978: Kaufhaus Prior und Hotel Kyjev, Bratislava
- 1978: Ministergebäude, Špitálská  Straße, Bratislava
- 1983: Neue Markthalle, Bratislava
- 1983: Eigenes Haus, Bratislava
- 2002: Familienhaus Elipsion, Senec
- 2005: Familienhaus Patrium, Ivanka pri Dunaji
- 2008: Apartmenthaus Triangolo, Nitra

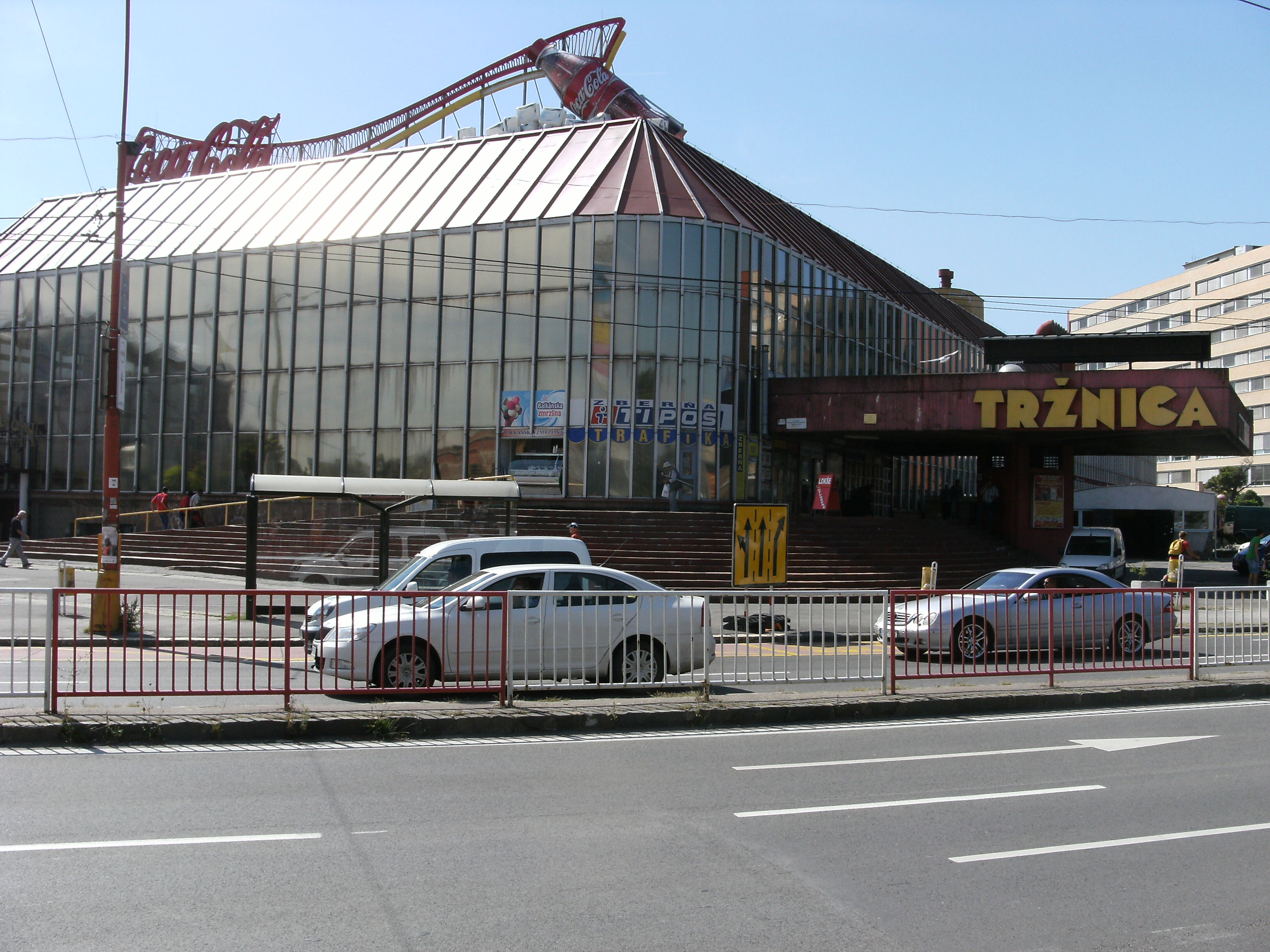
Bratislava – Neue Markthalle
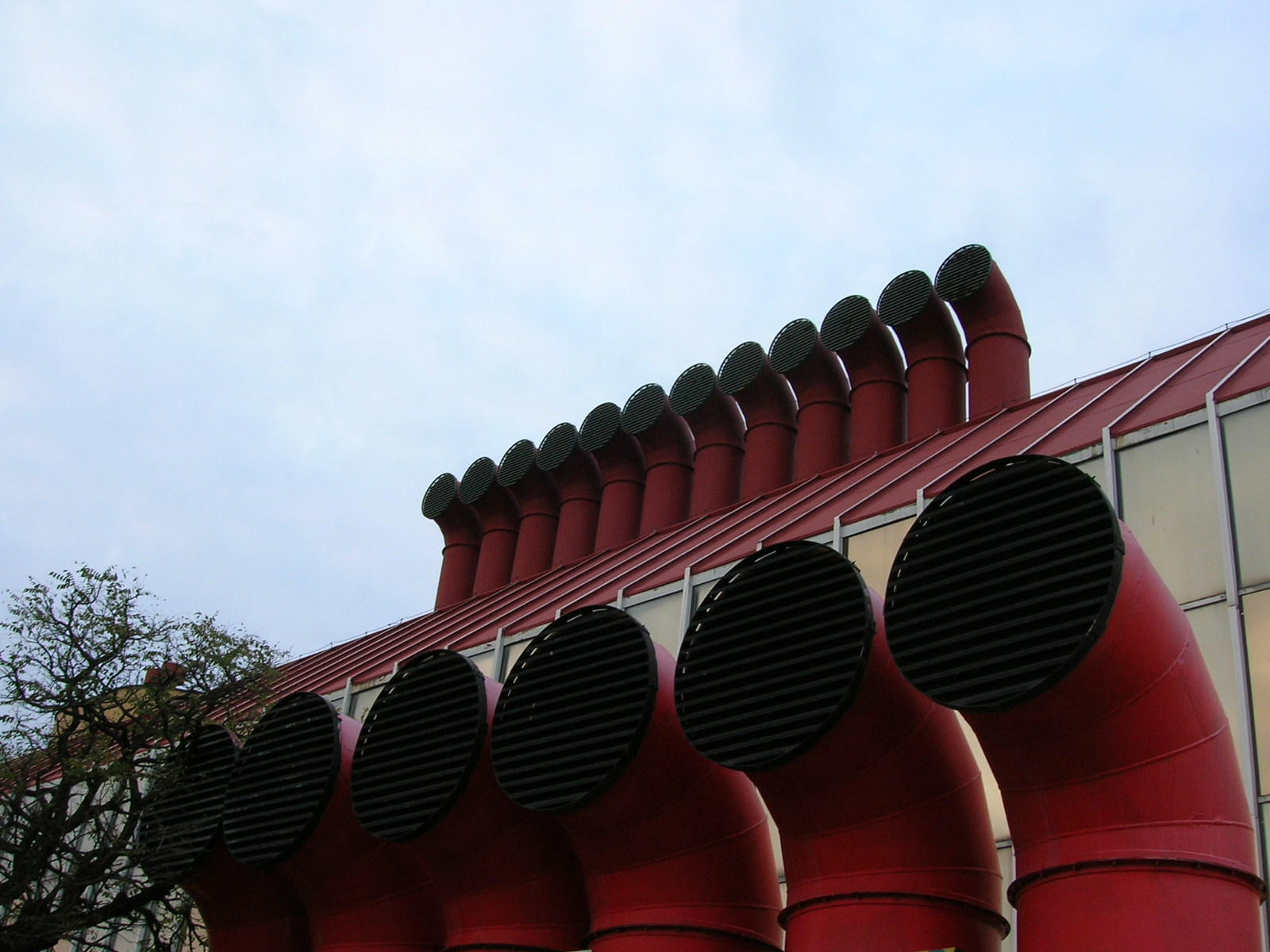
Bratislava – Neue Markthalle – Detail
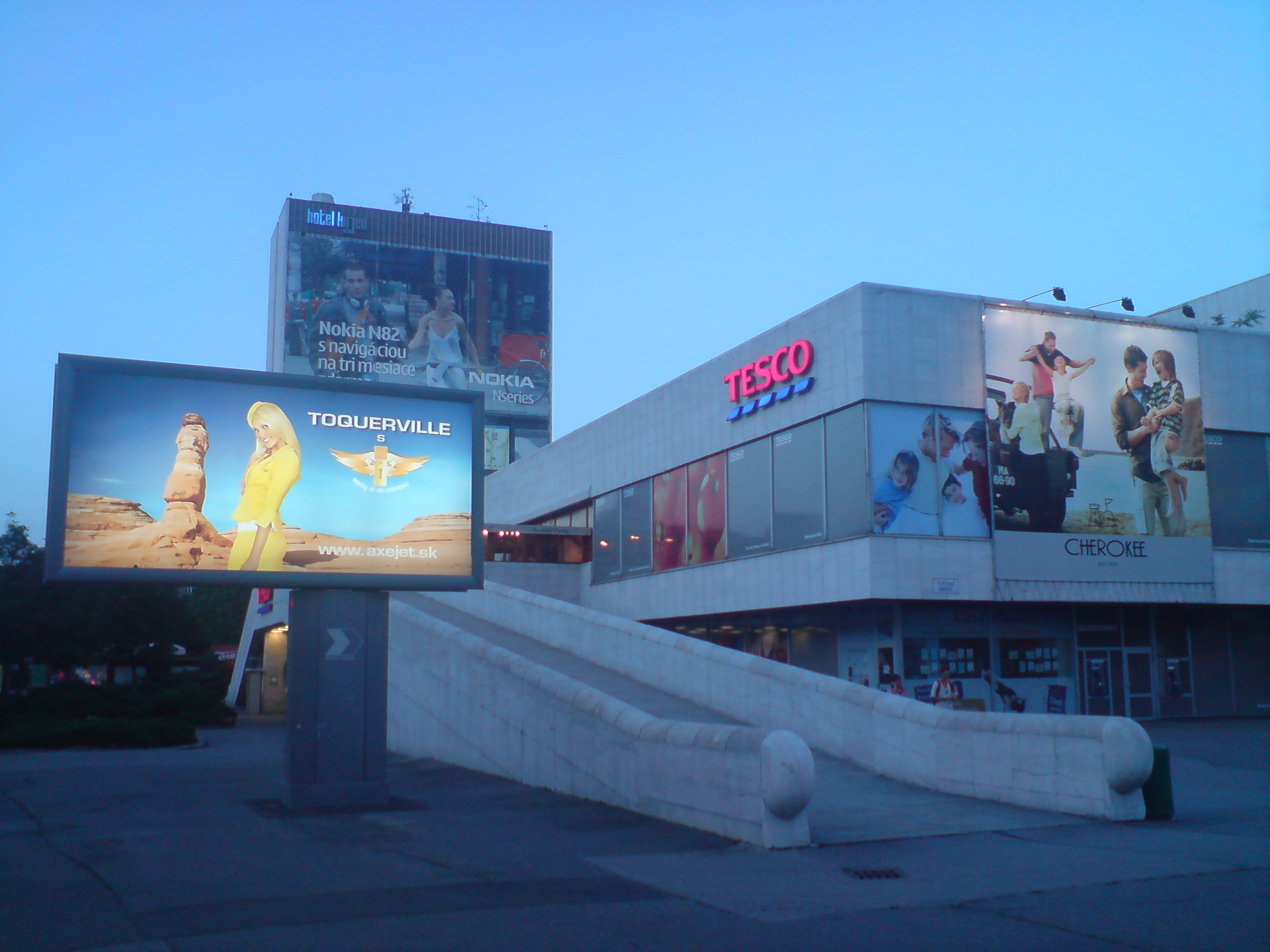
Bratislava – Prior (Kaufhaus) Kamenné námestie
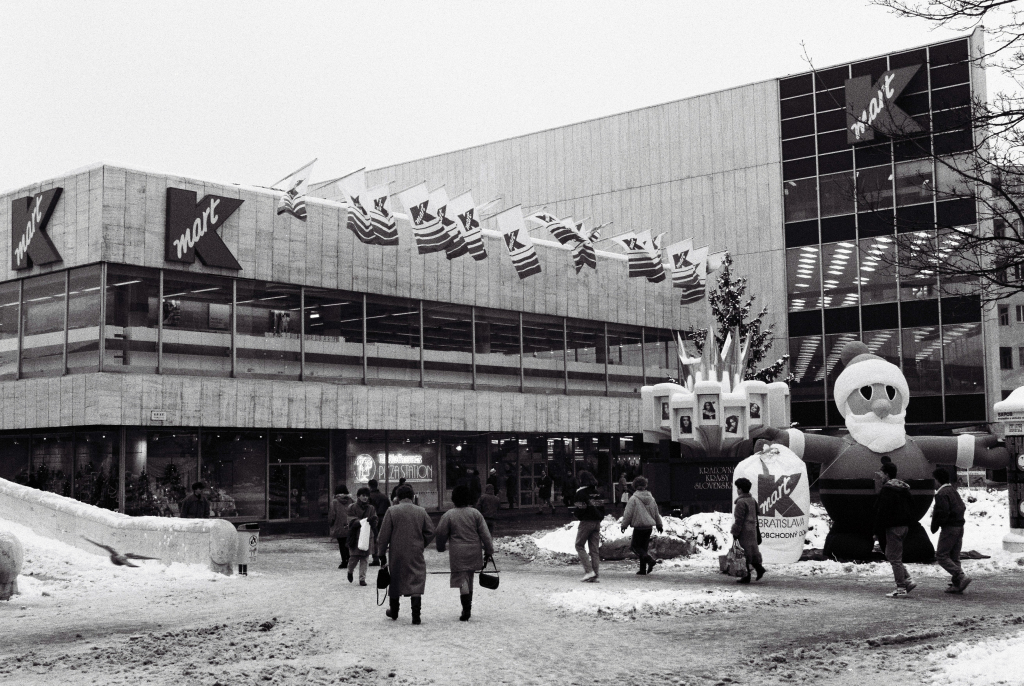
Bratislava – Prior Kamenné námestie
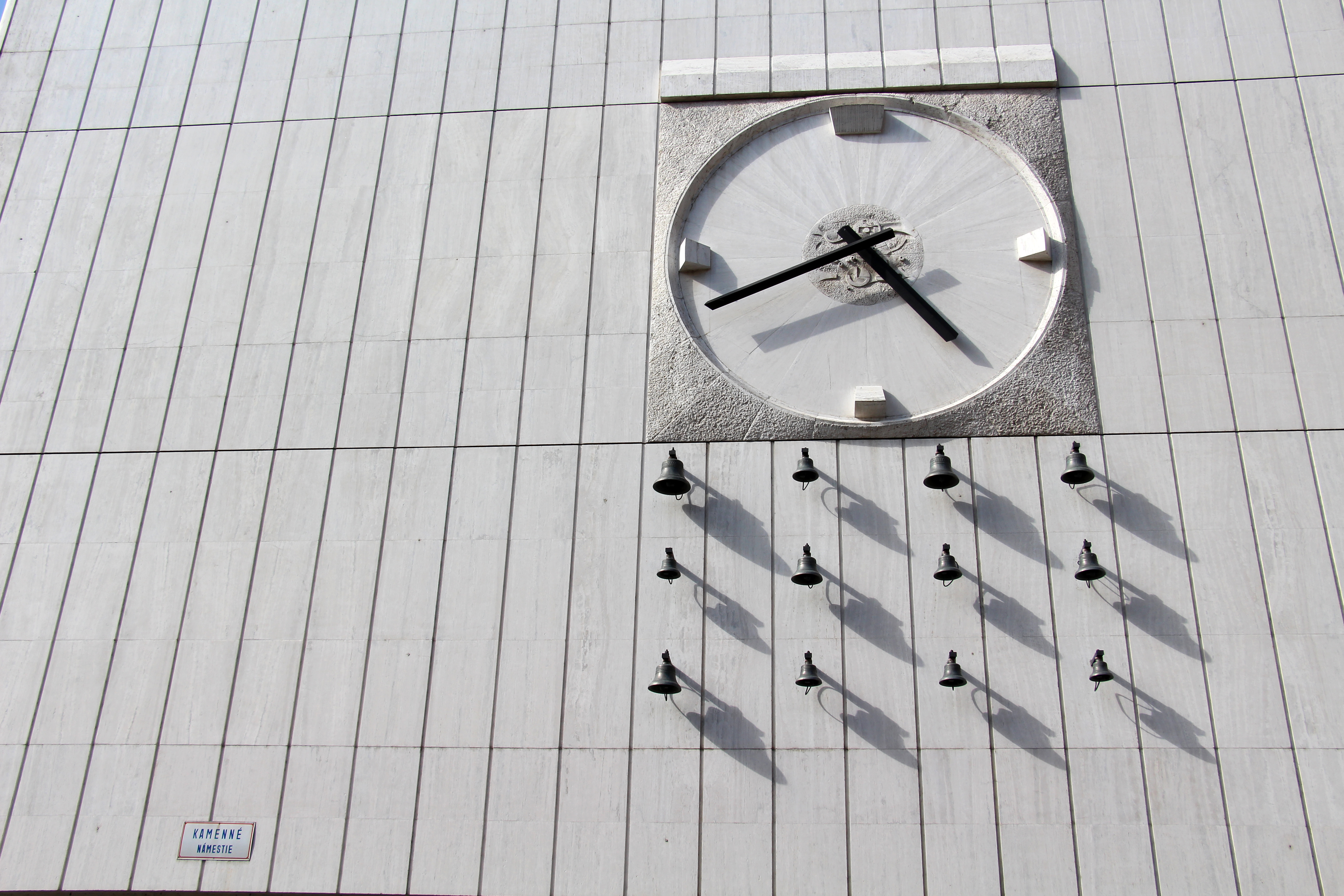
Bratislava – Prior Kamenné námestie – Detail
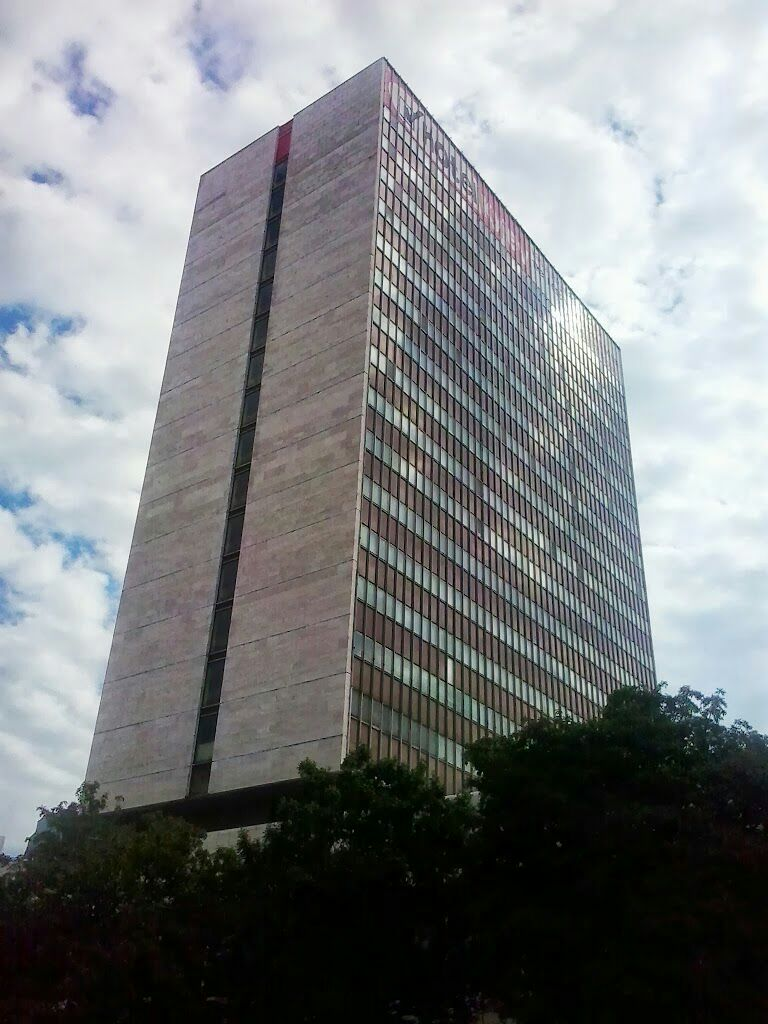
Bratislava – Hotel Kyjev
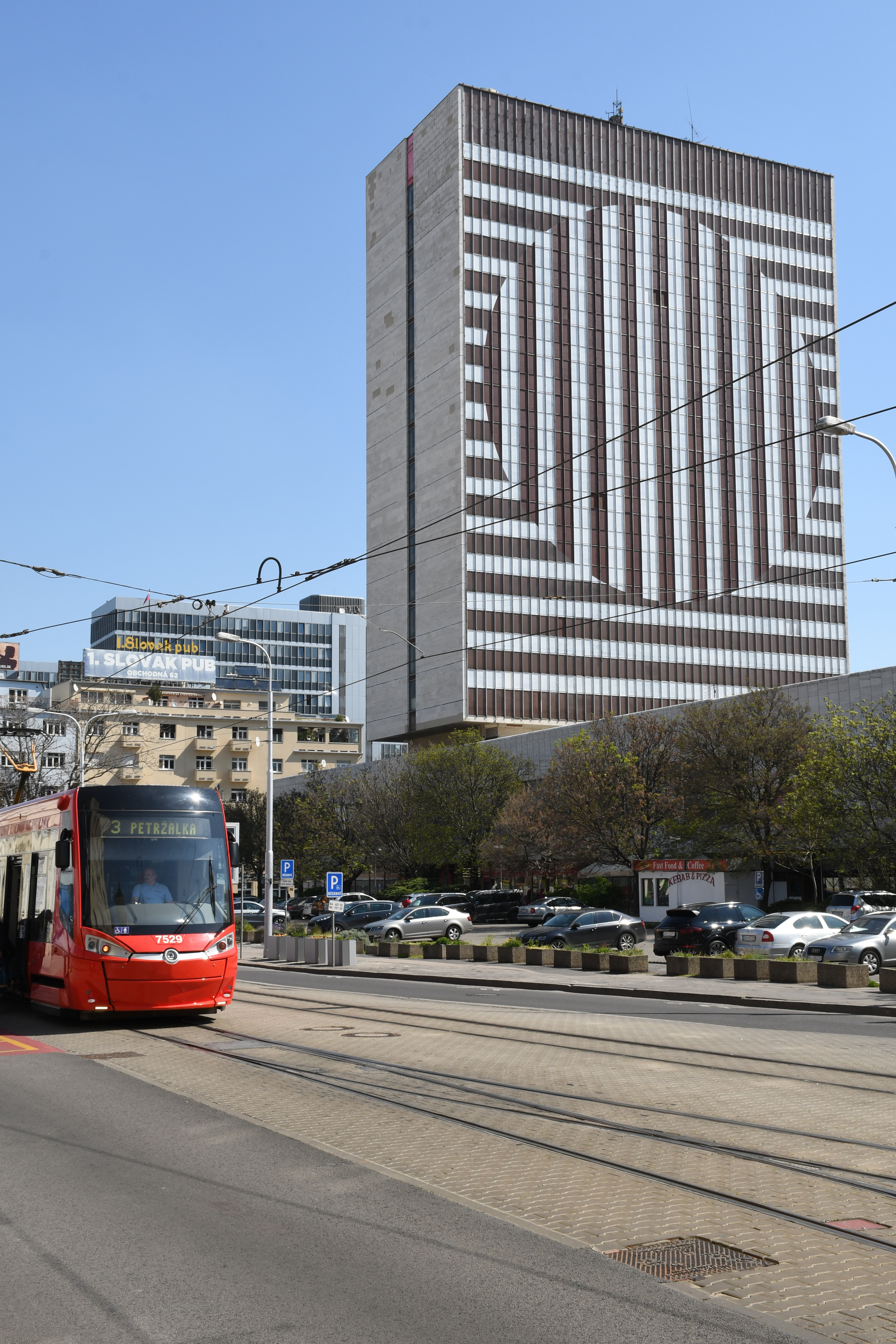
Bratislava – Hotel Kyjev
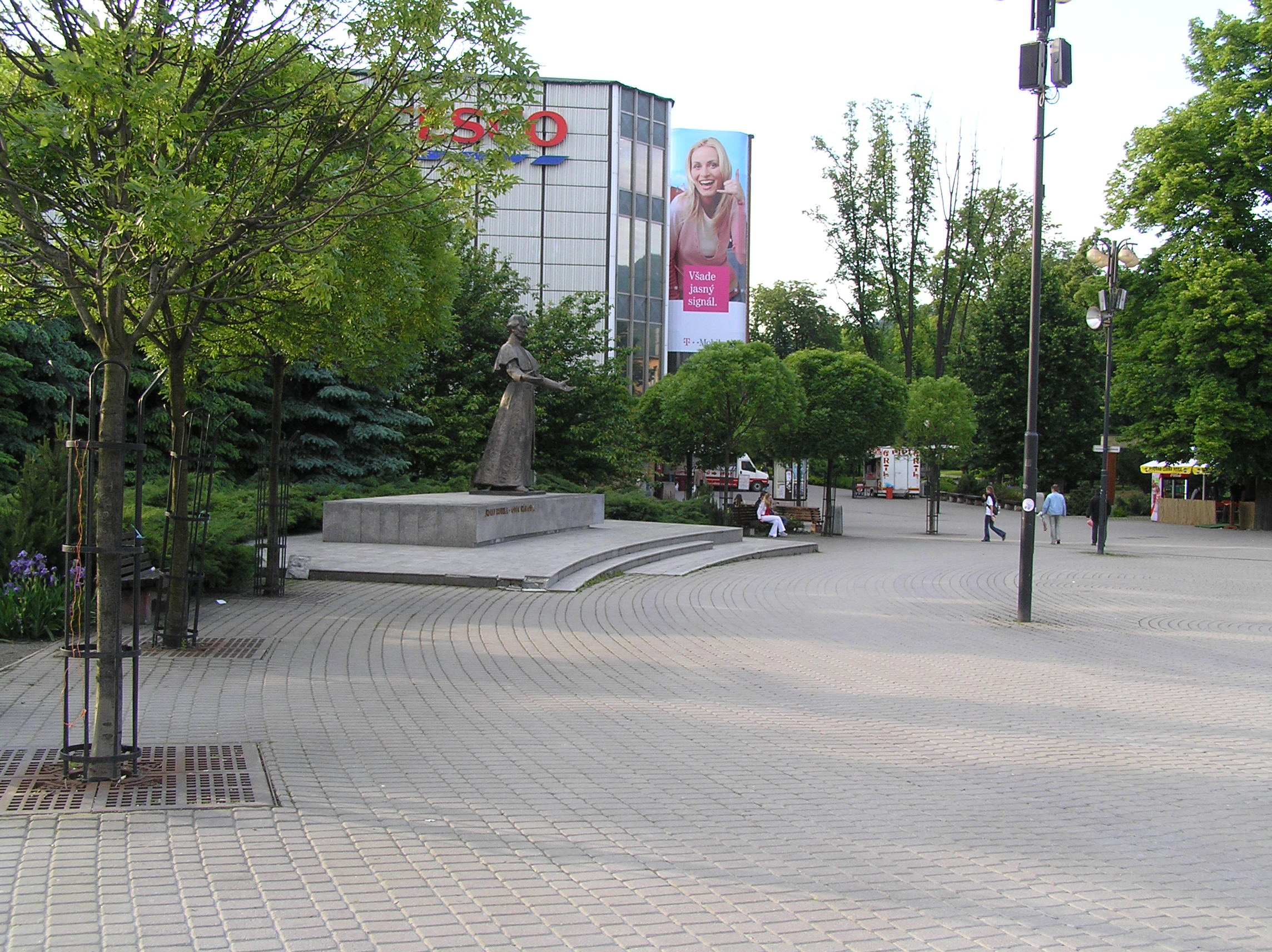
Žilina – Prior (Kaufhaus)
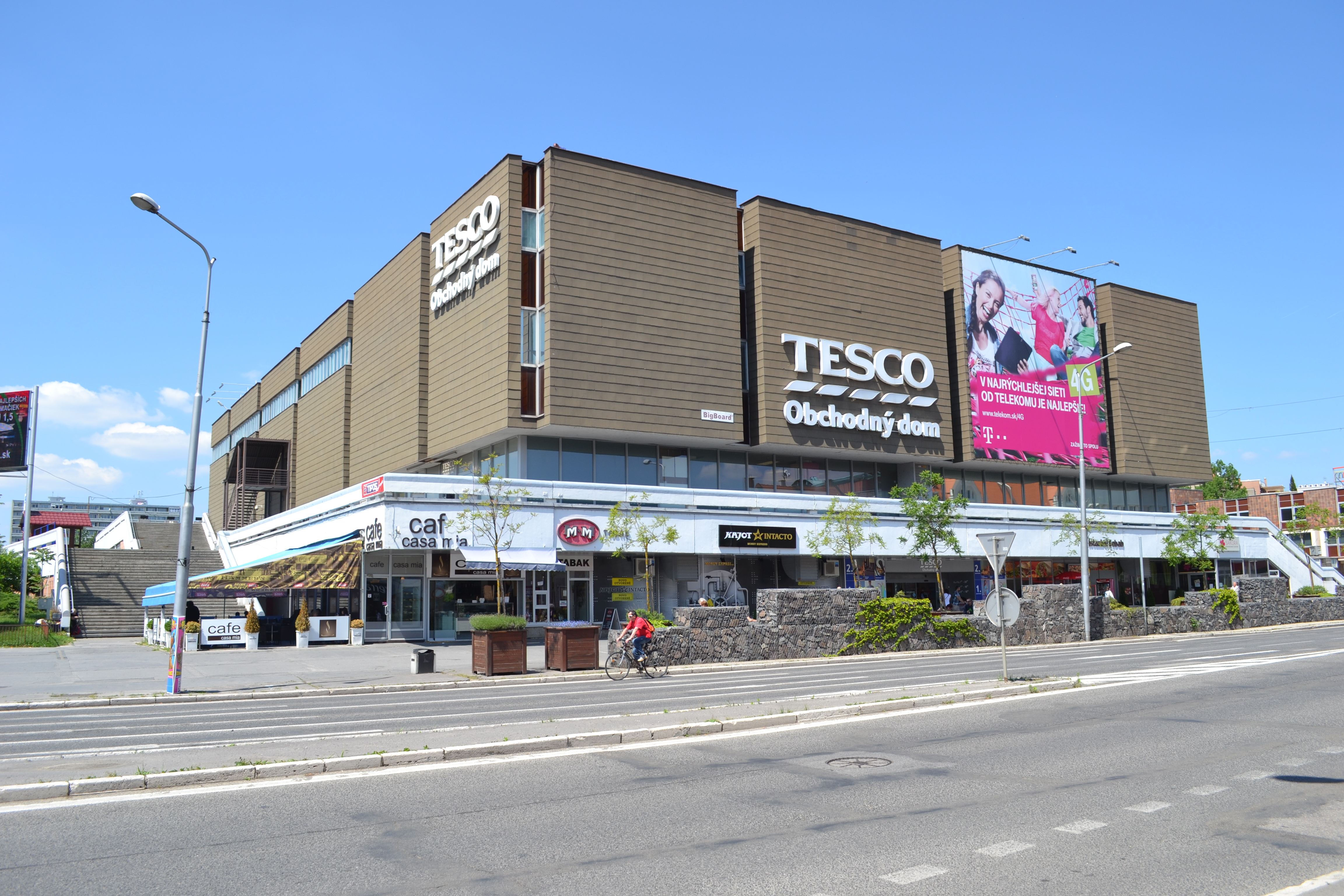
Nitra  –  Prior (Kaufhaus)
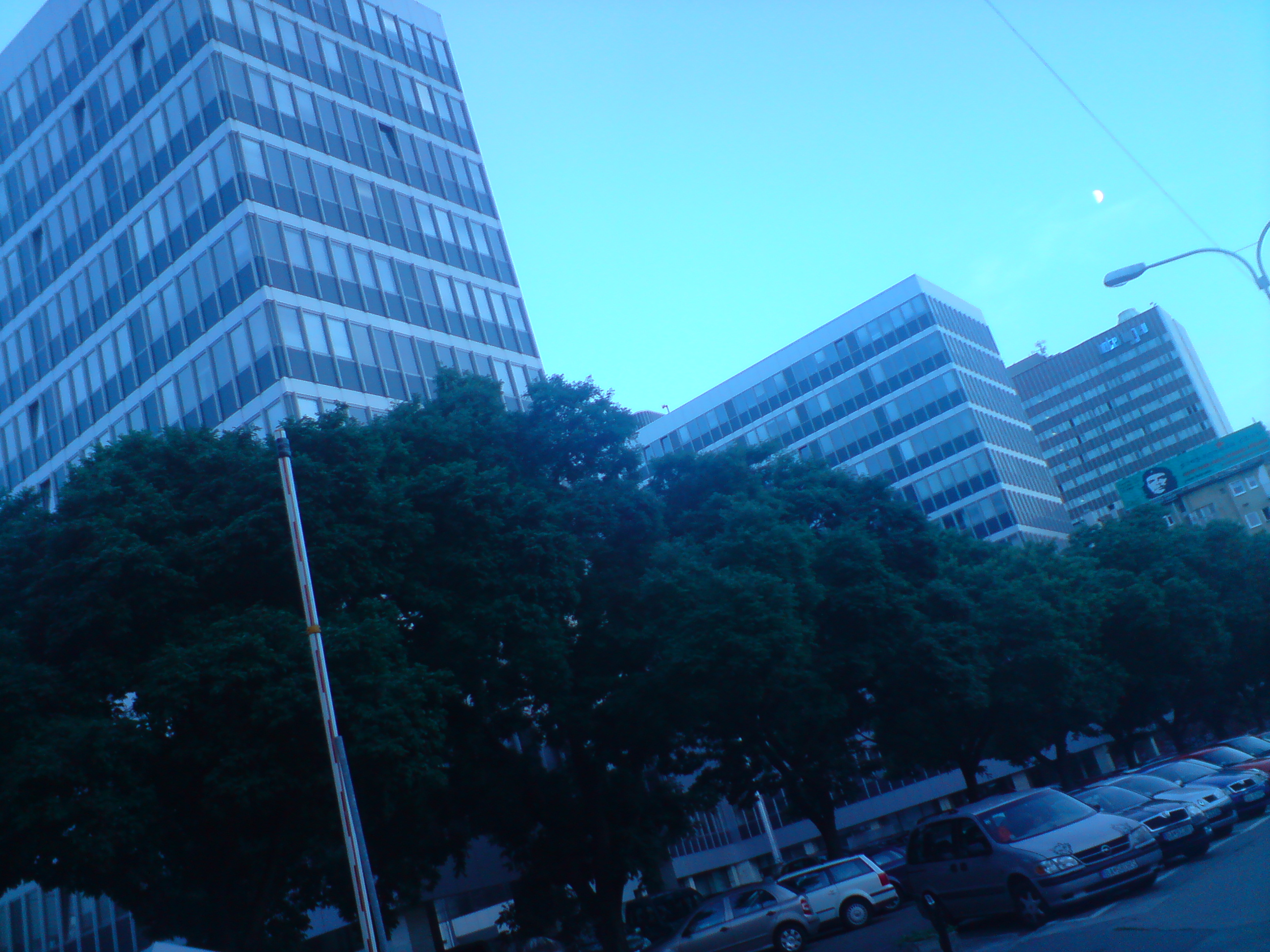
Bratislava – Ministerium für Arbeit und Sozialordnung
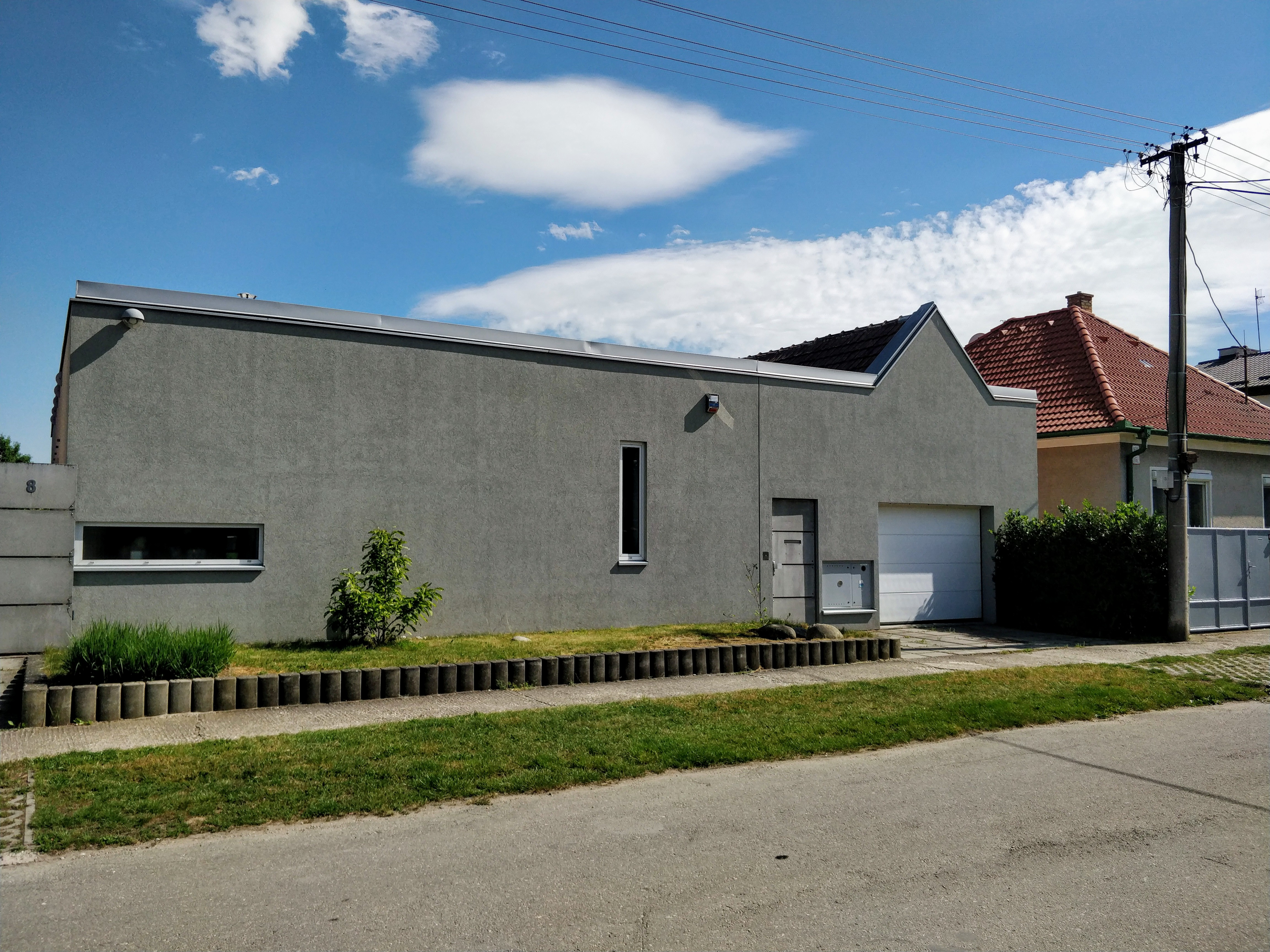
Ivanka pri Dunaji – Gartenhofhaus
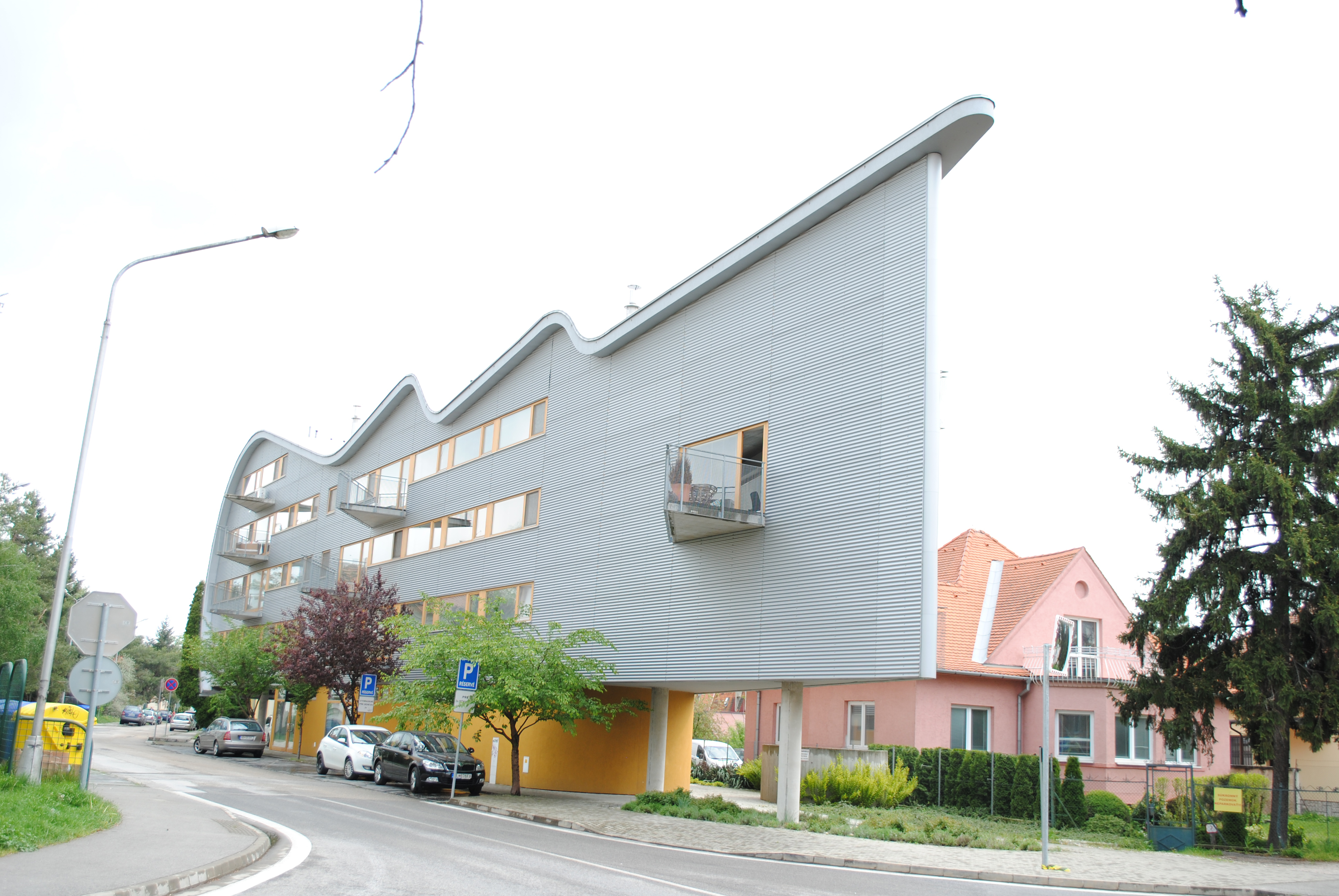
Nitra  –  Apartmenthaus Triangolo